# شرادها كابور
شرادها كابور (بالإنجليزية: Shraddha Kapoor)‏ (وُلِدت في 3 مارس، 1987 بمومباي، ماهاراشترا، الهند)، ممثلة ومغنية هندية. وهيّ ابنة الممثل شاكتي كابور والممثلة شيفانجي كابور. بدأت حياتها الفنيّة عام 2010 في دور صغير بفيلم السرقة (Teen Patti)، ثُمّ أخذت أول بطولة لها في فيلم دراما المراهقين (luv ka the end) عام 2011. ترشحت شرادها لجائزة فيلم فير لأفضل ممثلة عن دورها في فيلم الدراما الرومانسية عاشقي 2 عام 2013. بعد ذلك ظهرت في الفيلم الناجح تِجارياً إيك فيلين (Ek Villain) عام 2014، وفي ذات العام ظهرت في فيلم الدراما حيدر.

## الحياة المُبكرة

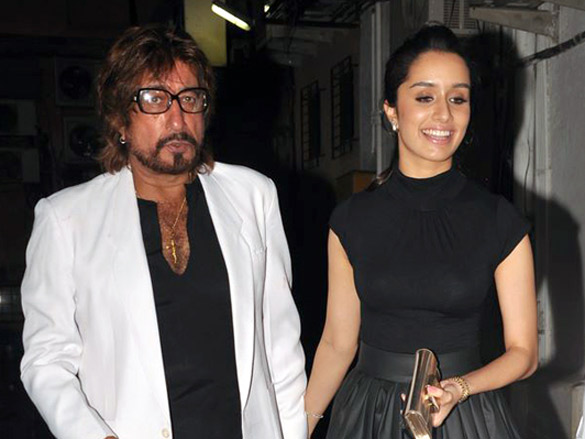
شرادها مع والدها شاكتي كابور.

وُلِدت شرادها في 3 مارس، 1989 بمومباي، ماهاراشترا، الهند لعائلة مختلطة الأعراق فوالدها شاكتي كابور من أصول بنجابية ووالدتها الممثلة شيفانجي كابور من أصول مَراثية وتقول عن نفسها أنها مَراثية الأصل واللغة والطبع كوالدتها. عائلتها أغلبها تعمل في مجال التمثيل بما في ذلك والدها شاكتي كابور الذي شارك في 700 فيلم هندي ووالدتها شيفانجي كابور، وأخيها الأكبر سيدهانث كابور، واثنين من قريباتها هُن بادميني كولهابوري وتيجاسويني كولهابوري. درست في مدرسة "Jamnabai Narsee School" ثُمّ انتقلت إلى المدرسة الأمريكية في مومباي حيثُ برزت هُناك بلعب كرة القدم وكرة اليد. ذهبت بعد ذلك إلى بوسطن لكي تكمل دراستها في جامعة بوسطن لكنها تركتها لاحقاً بعد أن رأى صورها المنتج أمبيكا هِندوجا على الفيس بوك حيثُ اختارها بعد ذلك لكي تمثل في فيلم تين باتي (Teen Patti) فتركت جامعتها وعادت إلى الهند.

## الحياة الفنيّة

### البداية (2010 - 2012)
عام 2010 حينما كانت شرادها تدرس في جامعة بوسطن بالولايات المتحدة الأمريكية رأى المنتج أمبيكا هِندوجا صدفةً صورها على الفيس بوك فتواصل معها يخبرها بأنّه اختارها لتظهر في فيلم تين باتي (Teen Patti) جنباً إلى جنب مع الممثل أميتاب باتشان وبن كينغسلي حيثُ لعبت دور طالبة جامعية، وعلى الرغم من أدائها الجيّد إلّا أنّ الفيلم لم يحقّق نجاحاً ملحوظاً. تقول الناقدة بريتا أرورا عن ظهور شرادها الأول: «لديها الكثير من الطاقات.»  والكاتب نيخات كاظمي قال: «شرادها كابور قامت ببداية جيّدة.»  وقد رُشِحت لجائزة فيلم فير أفضل ممثلة لأول مرة، وبالرغم من كل هذا، فشل الفيلم في تحقيق مكاسب على شبّاك التذاكر.
بعد فيلمها الأوَّل وقعت شرادها كابور عقداً على تمثيل ثلاثة أفلام مع شركة ياش راج فيلم أولها كان فيلم الكوميديا ودراما المراهقين لوف كا ذا إند (luv ka the end) مع الممثل طَهَ شاه عام 2011. حيثُ لعبت شرادها دور البطولة والفيلم يحكي قصة مراهقة تكتشف أنها تعرضت للخداع والخيانة من حبيبها لذا تبدأ تُحيك المؤامرات ضده للانتقام منه. لم يحقق هذا العمل أيضاً نتائج إيجابيّة على شبّاك التذاكر وحصل على وجهات نظرٍ متفاوتة. رُغم ذلك تلقت الكثير من الإشادة على تمثيلها، الناقد تاران أدارش يقول: «شرادها موهبة لا مثيل لها...». وأضاف كومال ناهتا: «أنجزت شرادها عملاً مميزاً، بدت واثقةً جداً من نفسها رغم أنّه فيلمها الثاني». وفازت عن هذا الفيلم بجائزة ستارداست لأفضل ممثلة. وكان الفيلم الثاني الذي وقعت عليه مع شركة ياش راج فيلم هُوّ فيلم أورنجزيب حيثُ كانت شرادها كابور ستُشارك أرجون كابور البطولة، ولكنَّ شرادها وقعت عقد آخر مع شركة "Vishesh Films" لتصوير فيلم عاشقي 2، وبسبب ذلك حدثت الكثير من المشاكل لها مع أديتيا شوبرا وتمَّ إلغاء عقد الأفلام الثلاثة مع شركة ياش راج فيلم.

### التألق (2013 - الآن)

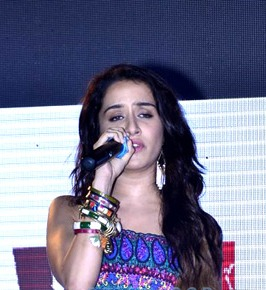
شرادها أثناء غناؤها في حفل ترويجي لفيلم إيك فيلين (Ek Villain) عام 2014.

عام 2013 كان بمثابة العام الذهبي لشرادها إذ ثبتت موقعها كنجمة كبيرة بين ممثلات بوليوود، وذلك في فيلم الدراما الرومانسية والموسيقية عاشقي 2 الذي كان من إخراج موهيت سوري وشاركها البطولة أديتيا روي كابور، وهُوّ تتمة وجزء ثاني من الفيلم الموسيقي الناجح عاشقي [الإنجليزية] الذي تمَّ إنتاجه عام 1990، لعبت فيه شرادها دور أروهي كيشاف شيركي وهيّ مُغنية حانات صغيرة تُصبح مغنية ناجحة ومشهورة بمُساعدة مغني كبير (لعب دوره أديتيا روي كابور). وقد نجح الفيلم نقدياً وتجارياً حيثُ كسب الفيلم 17 مليون دولار خلال 10 أيام. وصفت الناقدة الفنية أنوباما تشوبرا أداء شرادها في الفيلم: «إنّه انتصار حقيقي، إنَّ وجه شرادها الناعم به الكثير من الضعف الخاطف». وبفضل هذا الدور، حصلت وترشحت شرادها لعدّة جوائز، كأفضل ممثلة، من ضمنها ترشحها لجائزة فيلم فير لأفضل ممثلة. وفي ذات العام ظهرت كضيفة شرف في فيلم الكوميديا الرومانسية سيدتي الجميلة، في محبتك، حيثُ لعبت دور خطيبة عمران خان.
في عام 2014 عادت شرادها مع مخرج فيلم عاشقي 2 موهيت سوري مُجدداً في فيلم آخر وهُوّ فيلم إيك فيلين (Ek Villain) وشاركها البطولة سيدهارت مالهوترا، وفي هذا الفيلم غنت شرادها أُغنية "Galliyan". ويحكي الفيلم قصّة مجرم (لعب دوره سيدهارت مالهوترا)، تُقتل زوجته المريضة بمرضٍ لا شفاء منه (لعبت دورها شرادها) بوحشية على يد قاتل مأجور. اتهم البعض الفيلم بأنّه مسروقاً من الفيلم الكوري "I saw the Devil"، ولكن المخرج موهيت سوري رد على الاتهامات وأنكرها وادعى أنّه فيلم أصلي. وهذا الاتهام لم يقف عائقاً أمام شرادها والإثناء على أداؤها وموهبتها وقد أمتدحها النُقاد. وقد نجح الفيلم تجارياً بشكلٍ كبير رُغم الاتهامات بعدم أصلية العمل حيثُ كسب الفيلم أكثر من 100 كرور روبيه في الهند وحدها. وفي نفس العام ظهرت في دور مُساعد بفيلم حيدر، وفيه لعبت دور الصحفيّة أرشيا إلى جانب شاهيد كابور وتابو وقد تلقت الإشادة على دورها في هذا الفيلم أيضًا.
في أكتوبر عام 2014 بدأت شرادها تصوير الجزء الثاني من الفيلم الموسيقي الراقص أي شخص يستطيع الرقص (Any Body Can Dance) وسيكون بعنوان ABCD 2 اختصاراً لعنوان الجزء الأول ويشاركها البطولة فارون دهاوان، ومن المقرر إصداره في يونيو 2015.

## أنشطة أُخرى
بالإضافة إلى مهنتها التمثيليّة، فإنَّ شرادها معروفة بدعمها للكثير من المنظمات الخيرية، وتُغني في الحملات الخيريّة دعماً لها، كما وهي سفيرة لعددٍ من المنتجات كويلا ولاكمي وتيتان. وحتّى أنّه في العام 2013، أُطلق عليها لقب «من أكثر الشخصيّات المطلوبة» في مجال الإعلانات.
وفي العام 2013، حلّت في المرتبة الخامسة ضمن لائحة تضم أكثر 100 امرأة في العالم إثارة للعام 2013.

## أفلامها
| السنة | الفيلم                   | الدور                | ملاحظة                                    |
| ----- | ------------------------ | -------------------- | ----------------------------------------- |
| 2010  | Teen Patti ‏              | ابارنا خانا          |                                           |
| 2011  | لوف كا ذي آند            | ريا ديالداس          |                                           |
| 2013  | عاشقي 2                  | اروهي كيشاف شيركه    | مع اديتيا روي                             |
| 2013  | سيدتى الجميلة - في محبتك | فاسودها              | ظهور كضيفة شرف                            |
| 2014  | إيك فيلين                | عائشة                | أيضا مغنية لأغنية "Galliyan (Unplugged)"  |
| 2014  | حيدر                     | Arshia Lone          | Also playback singer for song "Do Jahaan" |
| 2014  | الأصبع                   | باسانتي              | ظهور خاص في أغنية أرقصي باسانتي           |
| 2015  | أي شخص يستطيع الرقص 2'   | فيني                 | مع فارون دهاوان                           |
| 2016  | باغي (المتمرد)           | سيا                  |                                           |
| 2016  | جات الطائر               | بشخصيتها الحقيقية    | ظهور خاص                                  |
| 2016  | روك أون 2                | جيا شارما            | بجانب فرحان اختر وأرجون رامال             |
| 2017  | أوكي جانو                | تارا                 | مع أديتيا روي كابور                       |
| 2017  | هاف جيرل فريند           | ريا سوماني           | مع أرجون كابور                            |
| 2017  | حسينة بركار              | حسينة باركار         |                                           |
| 2018  | ابن الأمير               | غير معروف            | ظهور خاص في الأغنية                       |
| 2018  | Stree'                   | امرأة بدون اسم       | راجكومار راو                              |
| 2018  | Batti Gul Meter Chalu    | لاليتا "نوتي" نوتيال | شاهيد كابور                               |
| 2019  | ساهو                     | اميرثا ناير          | بجانب براداس ونيل نينتين موكيش            |
| 2019  | chhichhore               | مايا                 | بجانب سوشانت سينغ راجبوت وفارون شارما     |
| 2020  | street dancer            | إنايات               | مع فارون دهاوان وبجانب نورة فتحي          |
| 2020  | باغي٣                    | سيا ناندان           | مع تايغر شروف وبجانب ريتيش ديشموك         |
| 2021  | ساينا                    | مجهول                | قريبا                                     |

## وصلات خارجية
- شرادها كابور على موقع IMDb (الإنجليزية)
- شرادها كابور على موقع قاعدة بيانات الأفلام العربية
- شرادها كابور على موقع ميوزك برينز (الإنجليزية)
- شرادها كابور على موقع قاعدة بيانات الفيلم (الإنجليزية)
- شرادها كابور على موقع كينوبويسك (الروسية)